# Castillo de Königsberg
El castillo de Königsberg (en alemán: Königsberger Schloss, en ruso: Кёнигсбергский замок) fue un castillo en la ciudad prusiana de Königsberg. Hasta 1945 y junto a la catedral, fue uno de los símbolos de Königsberg, antigua capital de la Prusia Oriental y actual Kaliningrado, Rusia. Tras el bombardeo de Königsberg por los aliados en la Segunda Guerra Mundial en 1944, el castillo quedó seriamente dañado, siendo finalmente demolido durante los años 1960.

## Historia

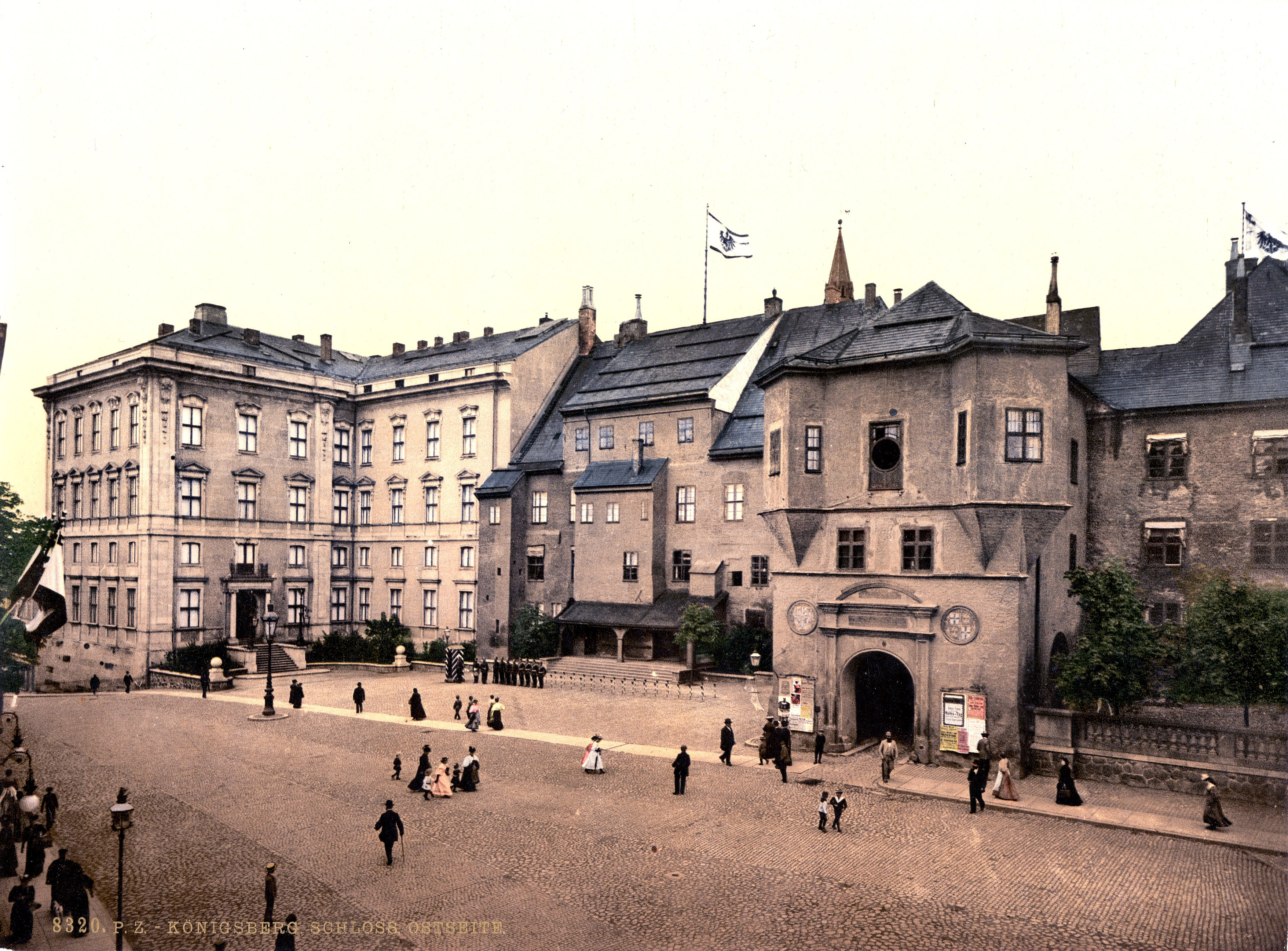
El castillo desde su lado oriental en 1910.

Los caballeros de la Orden Teutónica conquistaron la zona en 1255, siendo renombrada la fortaleza de Kneiphof como Königsberg, al tiempo que se construía un nuevo castillo Ordensburg, que sería ampliado y modificado en los siglos XVI y XVIII. El castillo se convirtió en residencia del Gran Maestre de la Orden Teutónica y posteriormente de los dirigentes prusianos.
En la iglesia del castillo, tuvo lugar la coronación de Federico I como rey de Prusia en 1701, así como la de Guillermo I en 1861, quien pasaría diez años más tarde a ser el primer káiser del Imperio alemán.
Durante la época del Imperio alemán y la República de Weimar, el castillo albergó el museo provincial y una colección de pintura. Alojó, entre otras bienes, unos 240 000 restos arqueológicos de la Prusia-Sammlung (Colección Prusia), una colección estatal y de la Biblioteca Universitaria con la famosa Biblioteca de Plata (Silberbibliothek) del siglo XVI, así como varios cuadros del pintor Lovis Corinth. Durante la guerra también albergó obras de arte que habían sido capturadas a los rusos, incluidas partes de la Cámara de Ámbar. Fueron también conocidos su Salón Moscovita (Moskowitersaal), el mayor salón de Alemania durante siglos, con sus 83 metros de ancho por 18 de largo, así como su Salón de Sangre (Blutgericht), con vino.
Durante la Segunda Guerra Mundial, el palacio ardió por completo debido al bombardeo de Königsberg, efectuado por la Royal Air Force británica en agosto de 1944. Los posteriores bombardeos soviéticos y los combates librados en la ciudad provocaron que para abril de 1945 el castillo fuera ya una ruina.
Tras el fin de la guerra, Königsberg fue renombrada como Kaliningrado y comenzó la reconstrucción de la ciudad por los dirigentes soviéticos. El castillo no fue reconstruido, y Leonid Brézhnev, ordenó destruir los últimos restos del palacio, considerados un resto del militarismo prusiano y el fascismo. Pese a las protestas estudiantiles y de los intelectuales de la ciudad, las ruinas fueron finalmente dinamitadas en 1968.
En la actualidad, en el lugar que ocupaba el castillo se erige la Plaza Central de la ciudad y la inconclusa Casa de los Sóviets.